# Mrak (film)
Mrak (německy Die Wolke) je německý katastrofický film z roku 2006 natočený podle románu Gudrun Pausewang z roku 1987 Die Wolke. V českém znění byl rovněž uveden pod názvem Radiace útočí.

## Děj
Kvůli poruše ve fiktivní jaderné elektrárně Markt Ebersberg poblíž Schweinfurtu došlo k úniku radiace a celé široké okolí se musí evakuovat. V postižené oblasti se nachází také škola dívky jménem Hannah. Ta se v té době musí starat o svého mladšího bratra, protože matka je pracovně na kosmetickém kongresu ve Schweinfurtu – právě tam, kde došlo ke katastrofě.
Jelikož neexistuje žádný jiný způsob, jak se dostat domů do hesenského města Schlitz, kde už na ni čeká její mladší bratr Uli, přijme Hannah nabídku svého spolužáka Larse a nechá se i s jeho kamarády odvézt domů. Už během cesty se teenageři dozvěděli o událostech z rádia, ale stále jim nedochází jejich závažnost – až když dorazí do Schlitzu, Larsova matka jej vytáhne z auta a ostatním řekne, že je syn nemůže odvézt, protože musí se svou rodinou uprchnout před hrozbou.
Hannah konečně pěšky dorazí domů, kde ji očekává Uli. Zatímco všichni sousedé utíkají, sourozenci se podle pokynů krizového řízení chtějí ukrýt ve sklepě. Tam chce Hannah počkat se svým mladším bratrem na Elmara, svého spolužáka, s kterým se těsně před poplachem líbala a který jí přislíbil pomoc při útěku. Do toho konečně přijde telefonát od jejich matky: ta si nepřeje, aby se schovávali ve sklepě, protože by je proti radiaci neuchránil, místo toho své děti vybízí, aby uprchly se sousedy do Bad Hersfeldu, odkud odjedou vlakem k tetě Helze do Hamburku. Ale protože všichni sousedé již jsou pryč a Elmar se neobjevil (nedaří se mu doma nastartovat auto, nemůže totiž najít klíče), sourozenci se rozhodnou jet do Bad Hersfeldu sami na kole.
Uliho cestou srazí auto a z místa nehody ujede, zatímco Uli umírá. Další auto zastaví, otec rodiny odloží Uliho mrtvé tělo do kukuřičného pole u cesty a Hannah vezme s sebou na nádraží v Bad Hersfeldu. Kvůli přeplněným dálnicím chce mnoho lidí odjet pryč vlaky, a tak nastává tlačenice i zde. Rodiče zůstávají pozadu a Hannah hlídá jejich malé dcery na nástupišti. Tam zahlédne svého přítele Elmara a běží za ním, ale nedostihne ho, dav lidí ji srazí na zem. Otec opuštěných dcer je naštěstí najde, ale Hannah je v šoku a jako v transu vychází ven z nádražní budovy vstříc radioaktivnímu dešti.
Později se Hannah probudí v nemocnici nedaleko Hamburku. Vedle ní leží Ayşe, její vrstevnice, s níž se spřátelí. Cítí se unavená a nemocná, postupně jí vypadávají vlasy. V nemocnici ji vyhledá Elmar, který byl také kontaminován, ale zdravotně je na tom podstatně lépe. O měsíc později za ní přijde teta Helga a oznámí smutnou zprávu, že matka zemřela. Pro Elmara přijde do nemocnice jeho otec a Hannah si později vezme k sobě teta Helga.
V Hamburku, kde teď s tetou žije, se Hannah vrací do školy, ale kvůli radiační plešatosti se jí lidé straní a ona zůstává izolovaná. Jen Elmar se jí drží a zastává. Jeho rodiče se chtějí odstěhovat do Ameriky, on to však odmítá. Jeho zdravotní stav se prudce zhoršuje a vrací se do nemocnice k Ayse, která se tam také stále léčí. Hannah jej tam navštíví právě ve chvíli, kdy chce spáchat sebevraždu. Když je zpřístupněna nejméně kontaminovaná Zóna 3, do níž spadá rodné město Hannah, odjedou tam s Elmarem pohřbít Uliho ostatky v kukuřici a pokračují v cestě autem do Schlitzu. Elmar pohladí Hannah po hlavě a říká, že už jí znovu začínají růst vlasy. Ona vykoukne ze střešního okénka a nechá „vlát vlasy ve větru“.

## Postavy a obsazení
| Paula Kalenberg         | Hannah Meinecke                      |
| Franz Dinda             | Elmar Koch, přítel Hannah            |
| Hans-Laurin Beyerling   | Uli, mladší bratr Hannah             |
| Karl Kranzkowski        | dr. Salamander, lékař v nemocnici    |
| Richy Müller            | Albert Koch, otec Elmara             |
| Carina Wiese            | Paula Meinecke, matka Hannah a Uliho |
| Gabriela Maria Schmeide | Helga, teta Hannah a Uliho           |